# Václav Rusek
Václav Rusek (ur. 25 lutego 1928 w miejscowości Komárov u Opavy, zm. 30 stycznia 2016 w Brnie) – czeski pedagog uniwersytecki i czołowy europejski specjalista w zakresie historii farmacji. 
Działał na czeskich i słowackich Wydziałach Farmaceutycznych w Brnie, Bratysławie i Hradcu Králové. W 1987 r. habilitował się jako docent w Uniwersytecie Karola w Pradze (kierunek "Organizacja i zarządzanie farmacją"). W 1972 r. założył i od 1994 r. wybudował Czeskie Muzeum Farmacji, jedyną w swoim rodzaju placówkę w Czechach, znajdującą się w barokowym szpitalu Kuks. 
Jest członkiem m.in. Internationalen Gesellschaft für Geschichte der Pharmazie, Academie Internationale d´Histoire de la Pharmacie (Haga, Holandia), Gesellschaft für Wissenschaftsgeschichte (Heidelberg, Niemcy) i Czechosłowackiego Stowarzyszenia Farmaceutycznego.

## Ważniejsze prace
Rusek, Václav - Valášková, Ladislava - Drha, Jiří: Kouzlo barokní lékárny v Kuksu. Praha 2007.
Rusek, Václav - Smečka, Vladimír: České lékárny. Praha 2000.
Rusek, Václav - Berka, Ivan: Katalog exlibris farmaceutů. Prešov-Hradec Králové 1984.
Rusek, Václav - Kučerová, Mária: Úvod do studia farmacie a dějiny farmacie. Praha-Martin 1983.
Rusek, Václav - Solich, Jan - Hartlová, Stanislava: Farmaceutická propedeutika. Praha 1975.
Rusek, Václav - Hanzlíček, Zdeněk - Rajtr, Zdeněk: Barokní lékárna v Kuksu. Hradec Králové 1971.
Rusek, Václav a kol.: Kapitoly z dějin československé farmacie. Bratislava 1970.
Rusek, Václav: Vývoj některých léků a jejich výrobních zařízení. Bratislava 1963.